# Karoline Käfer
Karoline Käfer, z domu Steringer (ur. 31 października 1954 w Klagenfurcie, zm. 11 marca 2023) – austriacka lekkoatletka, sprinterka, czterokrotna medalistka halowych mistrzostw Europy.
Była wszechstronną lekkoatletką, choć największe sukcesy odnosiła w biegach sprinterskich, zwłaszcza w biegu na 400 metrów. Odpadła w półfinale tej konkurencji oraz w eliminacjach sztafety 4 × 100 metrów i sztafety 4 × 400 metrów na mistrzostwach Europy w 1971 w Helsinkach. Na igrzyskach olimpijskich w 1972 w Monachium odpadła w ćwierćfinałach biegu na 200 metrów i biegu na 400 metrów oraz w eliminacjach sztafety 4 × 400 metrów.
Zdobyła srebrny medal w sztafecie 4 × 1 okrążenie (w składzie: Brigitte Haest, Christa Kepplinger, Carmen Mähr i Käfer) oraz odpadła w eliminacjach biegu na 400 metrów na halowych mistrzostwach Europy w 1973 w Rotterdamie. Zajęła 6. miejsce w biegu na 400 metrów na mistrzostwach Europy w 1974 w Rzymie.
Zdobyła brązowy medal w biegu na 400 metrów na halowych mistrzostwach Europy w 1978 w Mediolanie (wyprzedziły ją tylko Marina Sidorowa ze Związku Radzieckiego i Rita Bottiglieri z Włoch). Powtórzyła ten sukces na kolejnych halowych mistrzostwach Europy w 1979 w Wiedniu (przegrała z Veroną Elder z Wielkiej Brytanii i Jarmilą Kratochvílovą z Czechosłowacji), a na halowych mistrzostwach Europy w 1980 w Sindelfingen wywalczyła w tej konkurencji srebrny medal, ulegając tylko Elke Decker z RFN. Odpadła w eliminacjach biegu na 400 metrów na igrzyskach olimpijskich w 1980 w Moskwie. Zajęła w tej konkurencji 4. miejsce na halowych mistrzostwach Europy w 1981 w Grenoble i 5. miejsce na halowych mistrzostwach Europy w 1983 w Budapeszcie.
Käfer zdobyła 42 tytuły mistrzyni Austrii. Była mistrzynią Austrii w biegu na 100 metrów w latach 1972–1975, 1977, 1978, 1980 i 1983, w biegu na 200 metrów w latach 1972–1975, 1977–1980 i 1983, w biegu na 400 metrów w latach 1972–1975, 1977, 1979, 1980, 1982 i 1983, w biegu na 800 metrów w latach 1984–1986, w sztafecie 4 × 100 metrów w 1973, w sztafecie 4 × 400 metrów w latach 1972, 1973, 1976–1978, 1980, 1983, 1984 i 1986 oraz w biegu górskim w 1997 i 1999. W hali 15 razy zdobywała mistrzostwo Austrii: w biegu na 60 metrów w 1980 i 1981, w biegu na 200 metrów w 1980, 1981 i 1983, w biegu na 400 metrów w 1980, 1981 i 1983, w biegu na 800 metrów w latach 1984–1988 oraz w biegu na 1500 metrów w 1988 i 1989.
Wielokrotnie ustanawiała rekordy Austrii: w biegu na 100 metrów do czasu 11,43 s (10 czerwca 1978 w Fürth), w biegu na 200 metrów do czasu 23,09 s (10 czerwca 1978 w Fürth), w biegu na 400 metrów do czasu 50,62 (18 czerwca 1977 w Klagenfurcie), w sztafecie 4 × 100 metrów czasem 45,8 s (20 sierpnia 1971 w Helsinkach) i w sztafecie 4 × 400 metrów do czasu 3:36,8 (28 czerwca 1972 w Warszawie).